# Flacourtia indica
Flacourtia indica là một loài thực vật có hoa trong họ Liễu. Loài này được (Burm. f.) Merr. mô tả khoa học đầu tiên năm 1917.

## Hình ảnh

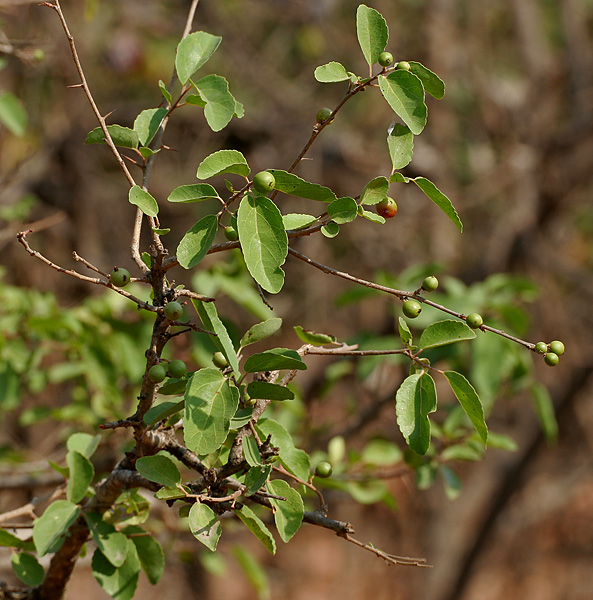
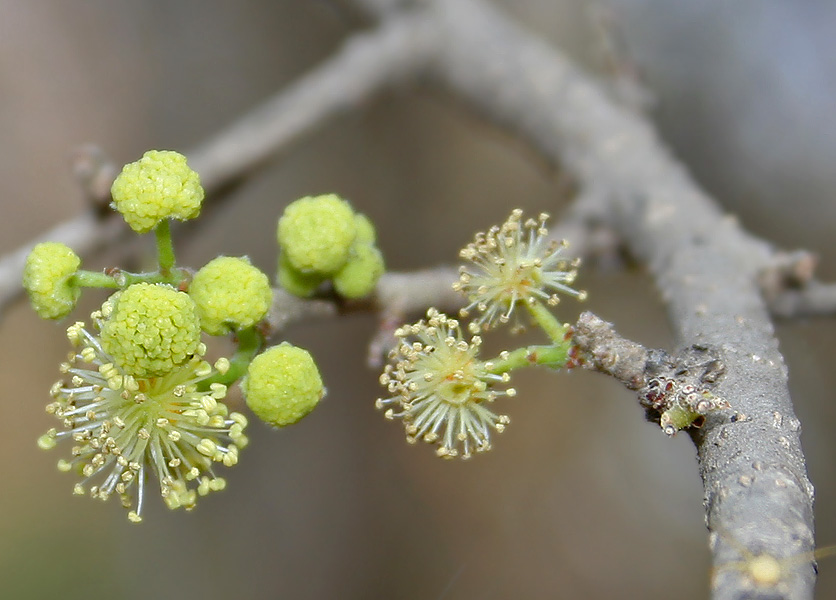
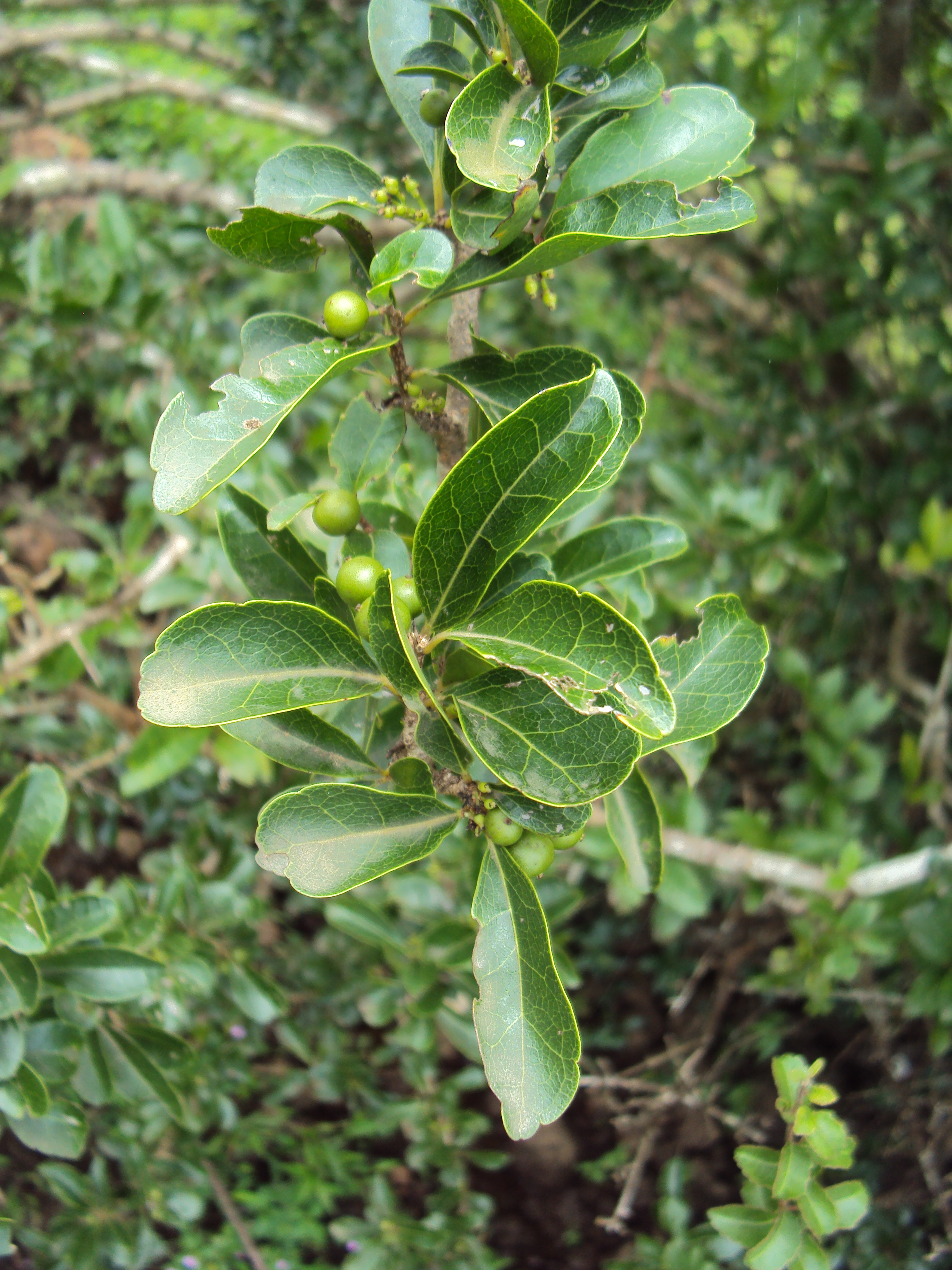
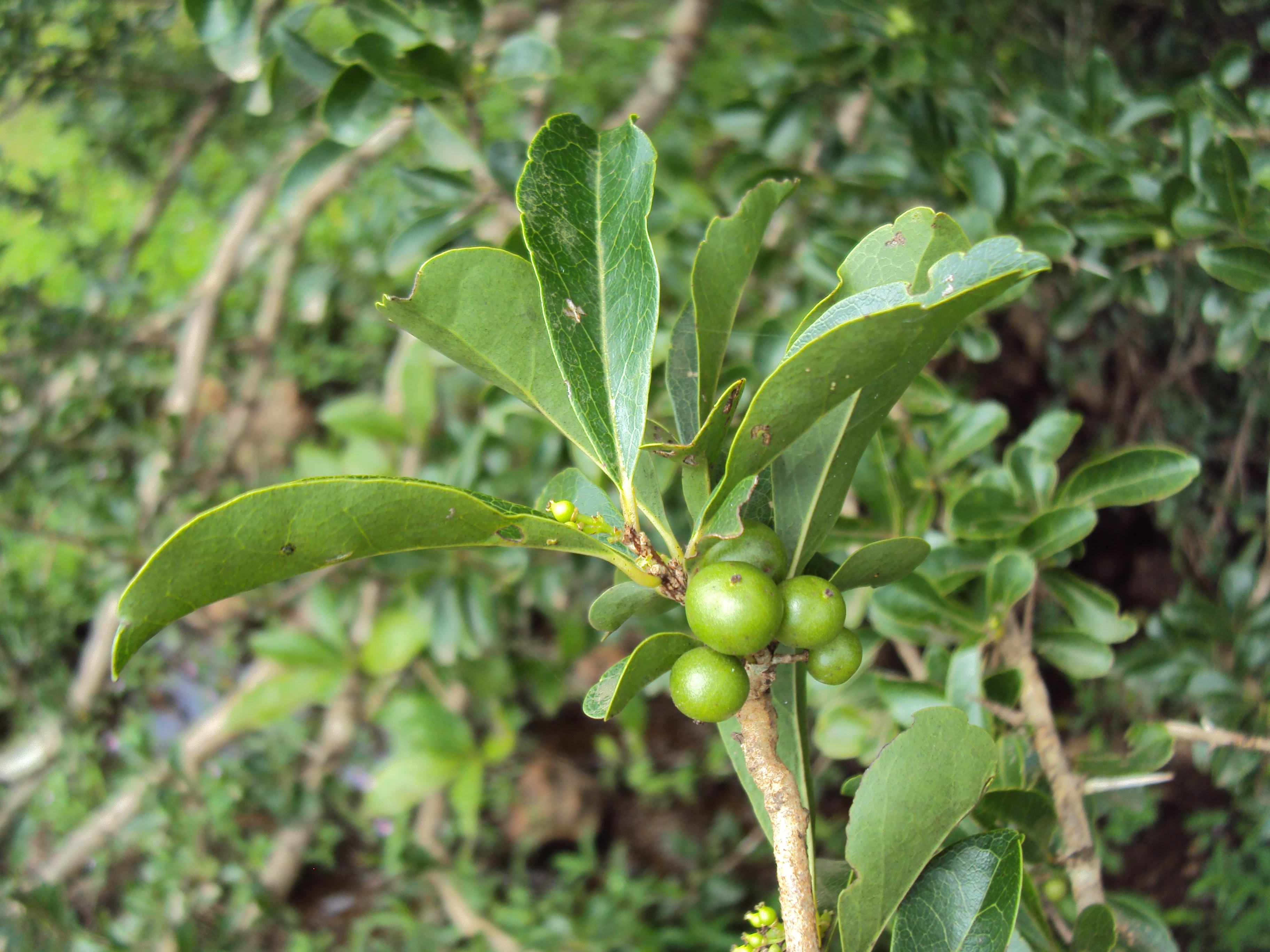